# Šrámek contra Masaryk
Šrámek contra Masaryk je spis zachycující řeč poslance Jana Šrámka na říšské radě dne 11. června 1908.

## Obsah
Oba dva budoucí českoslovenští politici, Tomáš Garrigue Masaryk a Jan Šrámek, patřili na počátku 20. století k politickým protivníkům. Zatímco Masaryk byl nezávislým poslancem zvoleným s podporou sociálních demokratů za IV. volební obvod moravských měst (za tzv. valašská města), tak Šrámek patřil k čelným postavám katolicko-národního klubu při říšské radě ve Vídni. Oba byli rodáci z Moravy a znali dobře národní a náboženské poměry v této zemi. V letech 1907–1908 vedl Masaryk velký ideový spor s klerikálním hnutím, který se týkal několika oblastí. Jednak svobody bádání na univerzitách bez zásahů katolické církve a dále slučitelnosti katolické věrouky s novými vědeckými objevy.
V listopadu 1907 se konal ve Vídni sjezd rakouských klerikálů. Katolická církev v monarchii byla velmi silná, díky tradičnímu sepětí s trůnem, dynastií i díky početní převaze katolíků v obyvatelstvu. Klerikálové na tomto sjezdu vytyčili heslo, že katolíci musí dobýt univerzity, které jsou semeništěm zla, revolučních, antiklerikálních, antináboženských a liberálních idejí. Na to reagoval Masaryk tím, že 22. listopadu 1907 podal návrh žádající od vlády záruky pro svobodu vědy a universit. Začátkem roku 1908 pak vydal profesor církevního práva Ludwig Wahrmund v Mnichově publikaci Katolický názor světový a svobodná věda. Ten v knize poukázal na rozpor mezi papežskými názory a objevy moderní vědy, přičemž zřetelně nastínil, že tento rozpor je zaviněn zpozdilými názory kurie. Tyto názory vzbudily v Rakousku obrovský skandál, publikace byla konfiskována, Wahrmund perzekvován. Bojovný a antiklerikální Masaryk pak 4. června 1908 vystoupil na říšské radě s projevem, jenž se Wahrmundovou aférou a jejími konsekvencemi zabýval.
Právě na tuto Masarykovu řeč (ale i předchozí antiklerikální projevy) pak 11. června 1908 reagoval svým vystoupením poslanec Šrámek. V něm logicky obhajoval katolickou ideologii a katolické teology z Masarykových nařčení, že porušují ustanovení Desatera „Nezabiješ!“. Též se zabýval osobností sv. Tomáše Akvinského, kacíři a samozřejmě reagoval i na Masarykovy názory ve vztahu ke Kostnickému koncilu, který měl schválit vraždu tyrana (Jana Husa). Též se věnoval svobodě bádání na univerzitách, která byla pro Masaryka v Rakousku nedostatečná a upozorňoval právě na perzekuci Wahrmunda, který musel odejít z univerzity v tyrolském Innsbrucku. Šrámek se bránil i nařčení, že katolická věrouka je nekompatibilní s vědou. V závěrečné části své řeči pak Šrámek napadl metody profesora Masaryka, když kritizoval především to, že Masaryk si vybírá jednotlivosti a z nich generalizuje. Nakonec označil Masarykovo jednání ve vztahu k církvi, že lze: „… mluviti o domýšlivosti, hraničící s pathologií…“